# Крекінг-установка в Фаулі
Крекінг-установка в Фаулі — наразі закрите нафтохімічне виробництво, котре працювало на південному узбережжі Англії неподалік від Саутгемптона.
У 1962-му в Фаулі стала до ладу установка парового крекінгу потужністю по етилену 100 тисяч тонн на рік. Надалі цей показник був збільшений та у 2000-х становив 125 тисяч тонн. Установка піддавала піролізу важку сировину — газойль, а також газовий бензин та бутан, що дозволяло продукувати також великі об'єми важчих, аніж етилен, ненасичених вуглеводнів. Так, уже з самого початку на майданчику діяв блок вилучення бутадієну потужністю 40 тисяч тонн, а виробництво пропілену в 2000-х роках було не набагато меншим від випуску етилену та складало 100 тисяч тонн.
Споживання етилену організували в тому ж Фаулі на заводі оксиду етилену компанії Union Carbide (річна потужність 20 тисяч тонн) та виробництві поліетилену компанії Monsanto. Крім того, одразу з піролізною установкою ввели етиленопровід Фаулі — Севернсайд, котрий подавав сировину для заводу оксиду етилену, власником якого була корпорація ICI.
Надалі у відповідності до змін в ринковій ситуації змінювався і склад похідних виробництв. Так, у 1982 році закрила свій завод Monsanto. А станом на 1992-й вже не працювали заводи оксиду етилену в Фаулі та Севернсайді (Union Carbide при цьому відкрила на порядок потужніше виробництво з показником 240 тисяч тонн у Вілтоні, де працювала піролізна установка корпорації ICI).
У 1994-му Exxon через надлишок пропозиції на ринку вирішила закрити установку вилучення бутадієну. Замість цього запустили блок гідрогенізації фракції С4, котрий мав збільшити вихід алкенів. Станом на середину 2000-х на майданчику в Фаулі працював цілий ряд виробництв, розрахованих на використання бутенів: завод метилтретинного бутилового етеру (високооктанова паливна присадка, котру отримують реакцією ізобутилену з метанолом) потужністю 125 тисяч тонн, виробництво бутилового каучуку (кополімер ізобутилену з ізопреном) із річним показником 95 тисяч тонн та завод метилетилкетону (отримують з бутанолу, котрий своєю чергою є похідним від н-бутенів), розрахований на випуск 135 тисяч тонн
У 2010 році піролізне виробництво в Фаулі закрили, що, втім, не означало зупинки заводів лінійки С4.